# Jonsvatnet
Der Jonsvatnet ist ein Stausee in der Provinz Trøndelag in Norwegen. Er liegt südöstlich der Stadt Trondheim nahezu vollständig auf dem Gebiet der Kommune Trondheim; nur einige sehr kurze Uferabschnitte gehören zur Gemarkung von Malvik. Der See ist die Hauptquelle des Trinkwassers der Stadt Trondheim.

## Der See
Die nur etwa 15 m lange Staumauer (63° 23′ 57,5″ N, 10° 31′ 27,5″ O) an der Provinzstraße Fv861 (“Jonsvannsveien”) im engen Tal der Vikelva (auch Lutelva genannt) wurde ursprünglich gebaut, um den enormen Wasserbedarf der 1884 in Ranheim gegründeten großen Zellstoff- und Papierfabrik zu sichern. Die Fabrik, inzwischen Teil des Konzerns Peterson AS, ist heute eine Anlage zur Herstellung von Recyclingpapier.
Der See besteht aus drei Hauptteilen: dem Storvatnet, dem weitaus größten, im Osten, dem langen und schmalen Litlvatnet (63° 22′ 30″ N, 10° 32′ 42″ O) im Nordwesten, und dem Kilvatnet (63° 20′ 42″ N, 10° 33′ 36″ O) im äußersten Südwesten. Er liegt auf 148 m Höhe, ist etwa 8 km lang und 4,5 km breit und hat bei Vollstau eine Gesamtfläche von 14,26 km² und eine maximale Tiefe von 94,4 m. Seine Küstenlinie ist wegen der vielen Ausbuchtungen und Seitenarme mit insgesamt 43,64 km sehr lang. Mindestens 15 Inseln liegen im See.
Der See wird gespeist durch eine Vielzahl kleiner Flüsse und Bäche, die in den Bergen südöstlich von Trondheim entspringen. Entwässert wird er – soweit sein Wasser nicht durch Rohrleitungen nach Trondheim geführt wird – durch die Vikelva, die nach etwa 3,5 km in Ranheim in den Strindfjord, einen Abschnitt des Trondheimfjords, mündet.
Da der See das wichtigste Trinkwasserreservoir für die Großstadt Trondheim ist, unterliegt er erheblichen Nutzungsbeschränkungen. Dazu gehört auch das Verbot von Zelten und Camping näher als 100 m vom Seeufer. Angeln von Land und von Booten ist erlaubt; zu den wichtigen Fischarten im See gehören Bachforelle, Hecht, Wandersaibling und Quappe.

## Wasserflugplatz Jonsvatnet
In den Jahren 1936 bis 1939 nutzte die Det Norske Luftfartselskap (DNL) den See in den Sommermonaten als Wasserflugplatz für ihre dreimal wöchentlich durch Wasserflugzeuge bediente Sommerroute zwischen Bergen und Tromsø mit Zwischenstopps in Ålesund, Molde, Kristiansund, Trondheim, Brønnøysund, Sandnessjøen, Bodø, Narvik und Harstad.
Während und nach der deutschen Invasion Norwegens im April 1940 wurde der zugefrorene See von der der Luftwaffe der Wehrmacht als wichtiger Behelfsflugplatz genutzt. Als das Eis dann schmolz, gingen mindestens drei Flugzeuge im See verloren: eine Heinkel He 111, eine Junkers Ju 88 und eine Junkers Ju 52. Das Wrack der Ju 52 wurde beim Bau einer der Wasserleitungen in den 1980er Jahren zerstört. Die Wracks der beiden Bomber wurden nach mehreren Jahren sorgfältiger Vorbereitung 2005 gehoben. Bei der Suche nach den Flugzeugwracks wurde auch das einer Arado Ar 196 gefunden, die später während des Kriegs in den See abgestürzt war; dieses Wrack blieb als Kriegsgräberstätte jedoch ungestört. Am 20. Mai 1940 musste der Gruppenkommandeur der Kampfgruppe 100 Hauptmann Arthur von Casimir mit seiner Heinkel He 111H-2 (Geschwaderkennung 6N+NH) auf dem See notlanden. Er und seine Besatzung konnten unverletzt gerettet werden. Das beschädigte Flugzeug versank im Wasser und wurde im Jahr 2004 wieder gehoben und restauriert.